# Ernest John Revell
Ernest John Revell (15 de abril de 1934 - 15 de diciembre de 2017) fue un erudito escocés, profesor emérito, presidente del Departamento de Civilización del Cercano y Medio Oriente de la Universidad de Toronto, y experto en el campo del hebreo bíblico. Se mantuvo activo, publicando hasta 2016. Trabajó en la Universidad de Toronto como catedrático y profesor emérito en el Departamento de Estudios del Cercano Oriente, que posteriormente se convirtió en el Departamento de Civilizaciones del Cercano y Medio Oriente. Revell fue miembro de la Sociedad de Literatura Bíblica. Revell también fue acuarelista y artista botánico.

### Libros
- E. J. Revell (1970). Hebrew texts with Palestinian vocalization. Near and Middle East series 7. University of Toronto Press. ISBN 9780802052155. OCLC 103333.
- E. J. Revell (1977). Biblical texts with Palestinian pointing and their accents. Masoretic studies 4. Missoula, Mont.: Published by Scholars Press for the Society of Biblical Literature. ISBN 9780891303749. OCLC 5750606.
- E. J. Revell; Israel Yeivin (1980). Introduction to the Tiberian Masorah. Masoretic studies 5. Missoula, Mont. : Published by Scholars Press for the Society of Biblical Literature and the International Organization for Masoretic Studies. ISBN 9780891303749. OCLC 5750606.
- Mary Alice Downie; Mary Hamilton; E J Revell; Antje Lingner (1980). "And some brought flowers" : plants in a new world. Toronto; Buffalo: University of Toronto Press. ISBN 9780802023636. OCLC 7020602.
- E. J. Revell (1996). The Designation of the Individual: Expressive Usage in Biblical Narrative. Contributions to biblical exegesis and theology, ISSN 0926-6097 14. Peeters Publishers. ISBN 9789039001615.

### Artículos
- Revell, E. J. (1980). «PAUSAL FORMS IN BIBLICAL HEBREW: THEIR FUNCTION, ORIGIN AND SIGNIFICANCE». Journal of Semitic Studies 25 (2): 165–179. doi:10.1093/jss/25.2.165.
- E.J. Revell (1 de enero de 1981). «Pausal Forms and the Structure of Biblical Poetry». Vetus Testamentum (Brill) 31 (2): 186–199. doi:10.1163/156853381X00073.
- Revell, E. J. (1984). «Stress and the WAW "Consecutive" in Biblical Hebrew». Journal of the American Oriental Society 104 (3): 437-444. doi:10.2307/601654.
- Revell, E. J. (1989). «The System of the Verb in Standard Biblical Prose». Hebrew Union College Annual 60: 1-37. JSTOR 23507837.
- Revell, E. J. (1997). «The Repetition of Introductions to Speech as a Feature of Biblical Hebrew». Vetus Testamentum 47 (1): 91-110. JSTOR 1535310.